# Gargall
Gargall és un festival de música i experimentació sonora que se celebra a la Catalunya Central des del 2009. Les seves dues primeres edicions es van celebrar a la ciutat de Manresa. Entre el 3 de març i el 27 de març del 2011 se celebrà la tercera edició del Gargall a Manresa però també s'hi van fer actes a altres ciutats i poblacions de la Catalunya Central com Casserres, Solsona i Vic. A l'edició del 2011 el festival va fer la seva primera producció pròpia, l'espectacle Toia a lo Mestres Quadreny (fet per la unió de Lluís Coll i Jordi Portabella) En aquesta mateixa edició, hi van actuar artistes com Josmar. El 2012 es va celebrar l'esmentat festival de música a la població de Cal Rosal, al municipi de Berga.